# Zoë Wicomb
Zoë Wicomb, née le 23 novembre 1948 à Vanrhynsdorp, Namaqualand, est une femme de lettres sud-africaine.

## Biographie
Elle étudie à l'université du Cap-Occidental et s'installe plus tard au Royaume-Uni, où elle étudie à l'université de Reading et vit à Nottingham et à Glasgow.
Elle rentre en Afrique du Sud en 1990.
Elle est professeur à l'université de Strathclyde à Glasgow.

## Œuvre
Wicomb est devenue célèbre en Afrique du Sud et sur le plan international  pour l'écriture de sa première œuvre, une série de nouvelles, You Can't Get Lost in Cape Town, (1987), qui se déroule pendant l'apartheid et qui est en partie autobiographique. Le personnage principal en est une jeune femme parlant anglais, élevée dans une communauté métissée parlant afrikaans dans le quartier de Little Namaqualand, se formant à l'université du Cap-Occidental, et devenant auteur d'une série de nouvelles. Cette œuvre a été comparée à l'œuvre de V. S. Naipaul intitulée The Enigma of Arrival (« l'énigme de l'arrivée »).
Son deuxième livre, le roman David's Story (2000) traite, à l'aube de la fin de l'apartheid, du rôle des  personnes de couleur et des femmes dans la branche armée de l'ANC et des défis à relever par la nouvelle Afrique du Sud pour s'ajuster à ces nouvelles réalités. 
En présentant le roman comme l'œuvre d'un copiste créant une narration à partir des jugements dispersés du personnage principal, Wicomb soulève des questions au sujet de l'écriture de l'histoire dans une période d'instabilité politique et à propos de la population Griquas d'où sont issus Dirkse et Wicomb en pointant les dangers de l'exclusivité ethnique.
Le roman a été présenté comme une œuvre-clé sur la période transitoire de l'Afrique du Sud au même titre que Disgrâce de John Maxwell Coetzee et Fruit amer d'Achmat Dangor.
Playing in the Light, un roman publié en 2006, se déroule au milieu des années 1990 au Cap et relate l'histoire de Marion  Campbell, la fille d'un couple de métis qui a réussi en se faisant passer pour des blancs. Elle prend connaissance de cette douloureuse histoire et elle est amenée à réévaluer  sa propre place  dans ce monde post-apartheid en Afrique du Sud.
La deuxième série de nouvelles, The One That Got Away, se situe principalement au Cap et à Glasgow et explore une gamme élargie de relations humaines : mariage, amitié, liens familiaux et relations avec ses subordonnés. Plusieurs histoires (qui sont souvent reliées entre elles) mettent en scène des Sud-Africains en Écosse et des Écossais en Afrique du Sud.
Le troisième roman de Wicomb, October, a été publié en 2015. Son principal personnage, Mercia Murray, a quitté  Glasgow pour rejoindre  Namaqualand pour rendre visite à son frère et à sa famille et elle s'interroge sur la signification de ce retour. Le roman fait allusion clairement à l'œuvre de Marilynne Robinson intitulée Home (« chez nous »), un titre que Wicomb souhaitait choisir pour son roman.
Wicomb préfère que ses romans soient publiés dans des éditions à but non lucratif comme The Feminist Press et The New Press. Ses nouvelles ont été publiées dans plusieurs collections.
Elle a aussi publié de nombreux articles sur la critique littéraire et culturelle.
Elle a fait partie de la présidence du jury pour le prix Caine pour la littérature africaine en 2015.
Elle a aussi reçu le prix de littérature Windham-Campbell dans le domaine de la fiction au même titre que James Salter et Tom McCarthy, bénéficiant d'une récompense de 150 000 $.

## Romans et Nouvelles
- You Can't Get Lost in Cape Town, Londres, Virago, 1987[3]

- traduit en français sous le titre Une clairière dans le bush par Lise Brossard, Monaco-Paris, France, Le Serpent à Plumes, coll. « Fiction étrangère », 2000, 142 p.  (ISBN 2-84261-200-0)
- David's Story, Kwela, 2000.
- Playing in the Light, Umuzi, 2006.

- traduit en français sous le titre Des vies sans couleur par Catherine Lauga du Plessis, Paris, Éditions Phébus, coll. « D’aujourd'hui. Étranger », 2007, 286 p.  (ISBN 978-2-7529-0276-4)
- The One That Got Away, Random House-Umuzi, 2008[5].
- October, The New Press, 2014.

- traduit en français sous le titre Octobre par Edith Soonckindt, Paris, Mercure de France, coll. « Bleue », 2015, 289 p.  (ISBN 978-2-7152-3808-4)